# Batalla de Svitlodarsk
La batalla de Svitlodarsk fue un enfrentamiento que ocurrió entre el 18 al 23 de diciembre de 2016 en el contexto de la guerra del Dombás, en el Óblast de Donetsk. Fue descrita como la "batalla más sangrienta en 5 meses", que enfrentó a las Fuerzas Armadas de Ucrania y las fuerzas milicianas prorrusas.

## La batalla
No está claro quién inició los intensos combates cerca de Svitlodarsk el 18 de diciembre de 2016, y ambos bandos se acusaron mutuamente de iniciar la batalla. Según los ucranianos, los separatistas lanzaron tres ataques contra posiciones ucranianas, y todos fueron repelidos. Durante los combates, los separatistas supuestamente llevaron a cabo tres rondas de bombardeos de posiciones ucranianas, cada una de las cuales duró de tres a seis horas. Se afirmó que el bombardeo se originó en áreas residenciales en la aldea de Kalynivka y las ciudades de Vuglegirsk y Debáltseve, lo que impidió que el ejército ucraniano respondiera por temor a infligir posibles bajas civiles. Las fuerzas ucranianas también afirmaron haber avanzado 1,5 kilómetros cerca del pueblo de Luhanske, tomando una altura estratégica de los separatistas, la colina 223. Según los separatistas, la lucha comenzó cuando ellos mismos fueron atacados por el ejército ucraniano cerca de Debáltseve, pero finalmente lograron repeler el asalto. Según un funcionario separatista de la República Popular de Lugansk (LPR), 40 soldados ucranianos llevaron a cabo el ataque, apoyados por fuego de artillería pesada, con 150 proyectiles disparados cerca de la aldea de Kalynivka. En total, se registraron 2.900 explosiones en la región durante el día, la mayoría alrededor de Svitlodarsk.
Posteriormente, se informó que el 18 de diciembre, los ucranianos tomaron cuatro o posiblemente otros cinco puntos en la orilla izquierda del estanque Hryazevskyi después de lanzar su ataque.
Según los informes, otro ataque separatista fue repelido el 20 de diciembre, cuando tres grupos de 3 a 5 combatientes intentaron asaltar posiciones ucranianas después de un ataque con morteros. El 22 de diciembre, el bombardeo separatista dejó casi una docena de soldados ucranianos heridos, mientras que las fuerzas de la autoproclamada República Popular de Lugansk informó de un intento de avance ucraniano de 50 soldados y tres IFV cerca de Debáltseve fueron repelidos. Al día siguiente, los ucranianos declararon que se había rechazado un nuevo asalto terrestre separatista apoyado por bombardeos y vehículos blindados.
Por primera vez en seis días, no hubo enfrentamientos en el área de Svitlodarsk el 24 de diciembre, después de que un alto el fuego general entrara en vigor a medianoche.

## Secuelas
El 24 de diciembre, la Misión Especial de Vigilancia de la OSCE se vio obligada a evacuar su base de patrulla en Svitlodarsk debido a ataques de artillería en las inmediaciones. Regresaron el 26 de diciembre.
El 25 de diciembre, el ejército ucraniano y los separatistas intercambiaron los cuerpos de dos soldados ucranianos y dos combatientes separatistas muertos durante los combates en Svitlodarsk en Shchastia. El mismo día, se informó de una nueva ronda de bombardeos en el área de Svitlodarsk.
El 28 de diciembre, los separatistas supuestamente desplegaron MLRS Grad cerca del área de Svitlodarsk.
El 4 de febrero de 2017, Oleg Anashchenko fue asesinado con un coche bomba en Lugansk.